# Manuscrit Egerton 747
Cet article court présente un sujet plus développé dans : Tractatus de herbis.
Le manuscrit Egerton 747 de la British Library de Londres est un manuscrit enluminé compilé à la fin du XIIIe siècle ou au début du XIVe siècle qui contient notamment la plus ancienne version connue d'un Tractatus de herbis, un traité illustré de simples médecines. Bien qu'il soit traditionnellement attribué à un dénommé Barthélémy Mini de Sienne dont le nom figure dans le colophon de l'ouvrage, son véritable auteur est inconnu. Il a vraisemblablement été rédigé en Italie du Sud, probablement à Salerne.

## Contenu
Le manuscrit contient les textes suivants :
- fo 1 ro–106 vo : Tractatus de herbis ;
- fo 106 vo–109 vo : illustrations de plantes non décrites dans le traité (sans texte) ;
- fo 109 vo : extrait des Prognostica Galieni ;
- fo 110 ro/vo : calendrier lunaire ;
- fo 112 ro–124 ro : Antidotarium Nicolai ;
- fo 124 ro–125 vo : De dosibus medicinarum ;
- fo 125 vo–127 vo : Quid pro quo (liste de substitution) ;
- fo 127 vo–128 vo : trois textes fragmentaires sur les poids et mesures ;
- fo 128 vo–146 ro : liste de synonymes ;
- fo 146 vo–147 vo : supplément à l'Antidotarium Nicolai.